# Сарвил и Вевеј
Сарвил и Вевеј (грч. Σαρβηλος και Βεβαιας; 2. век) су светиљи и ранохришћански мученици из Едесе. 
Православна црква их прославља 29. јануара, и 15. октобра.
Свети Сарвил и Вевеј су мученички пострадали у граду Едеси у Месопотамији у 2. веку. Према житију, Сарвил је био високи пагански свештеник у Едеси, а Вевеј је била његова сестра. Након преласка у хришћанство, мучени су и убијени за време римског цара Трајана 